# Franconia
Franconia (en alemán: Franken, pronunciación: /ˈfʁaŋkŋ̍/ⓘ, también llamada Frankenland) es una región del sur de Alemania, caracterizada por su cultura e idioma, y que puede ser más o menos asociada con las áreas en las que se habla el grupo dialectal del fráncico oriental, localmente referido como fränkisch. Habitualmente se refiere a la parte oriental del histórico ducado raíz de Franconia, representado principalmente por los modernos distritos administrativos de la Baja, Media y Alta Franconia, las partes adyacentes del noreste de Heilbronn-Franken en Baden-Württemberg, partes de Turingia al sur de la cresta Rennsteig y pequeñas partes de Hesse. A veces Vogtland también se considera como parte de Franconia (porque el dialecto Vogtländisch se considera a menudo como un subgrupo del fráncico oriental) pero esto se disputa. No hay un área fija que se defina oficialmente como Franconia.
La palabra alemana Franken —franconios— también se refiere al grupo étnico, que se encuentra principalmente en esta región. Deben distinguirse de la tribu germánica de los francos, e históricamente formaron su zona de asentamiento más oriental. Los orígenes de Franconia se encuentran en el asentamiento de los francos desde el siglo VI en el área probablemente poblada hasta entonces principalmente por el pueblo germánico del Elba en la zona del río Meno. Conocida desde el siglo IX como Francia Oriental (Francia Orientalis), en la Edad Media la región formó gran parte de la parte oriental del ducado de Franconia y, desde 1500, del Círculo de Franconia. En el curso de la reestructuración de los estados meridionales de Alemania por Napoleón después de la desaparición del Sacro Imperio Romano, la mayor parte de Franconia fue adjudicada a Baviera.
Localizada hoy en la parte septentrional del Estado federado de Baviera, colinda con los Estados de Baden-Wurtemberg, Turingia y Sajonia, así como con la región de Karlovy Vary en la República Checa. Las ciudades más grandes de la región son Núremberg, Wurzburgo, Fürth, Heilbronn y Erlangen.

## Etimología
El nombre alemán de Franconia, Franken, proviene de la forma plural dativa de Franke, un miembro de la tribu germánica conocida como los francos. Los onomatólogos siguen en gran parte el libro de referencia compilado por el erudito medieval temprano, san Isidoro de Sevilla (c.560-636) y declaran que el nombre deriva de una raíz indogermánica, *(s)p(h)ereg- ('avaricioso' o 'feroz'). Esta sílaba aparece en el neerlandés medio, vrac, 'avaricioso', y en el noruego antiguo frakkr, 'rápido, audaz', y significa algo así como 'valiente, atrevido, corajudo'. Según esto, los francos serían así 'los valientes' o 'los audaces'. A partir del siglo IX, el nombre geográfico ya no se refería al conjunto de Francia, sino cada vez más a la región a lo largo del río Meno, donde el nombre finalmente se estancó.
La palabra alemana frank en el sentido de 'libre' no es, por el contrario, una descripción original de los francos, sino que surgió en la época de los merovingios en el principado romanizado de los francos. Hasta el siglo XV, no fue la palabra alemana frei ('libre') tomada de los franceses.

## Geografía
Las tierras de Franconia se encuentran principalmente en Baviera, al norte y al sur del sinuoso río Meno (Main) que, junto con su afluente izquierdo (sur) Regnitz (incluidas sus corrientes de cabeza de Rednitz y Pegnitz) drena la mayor parte de Franconia. Otros grandes ríos son el alto Werra, en Turingia, y el Tauber, así como en el oeste los arroyos superiores Jagst y Kocher, ambos afluentes derechos del Neckar. En el sur de la Franconia Media, el Altmühl fluye hacia el Danubio; el canal Rin-Meno-Danubio cruza la cuenca europea. El distrito de los lagos de Franconia (hechos por el hombre), se ha convertido en un destino popular para excursionistas y turistas.
El paisaje se caracteriza por las numerosas cordilleras Mittelgebirge de las tierras altas centrales alemanas. La frontera natural occidental de Franconia está formada por las montañas Spessart y Rhön, que la separan de las antiguas tierras Franconia renana alrededor de Aschaffenburg (oficialmente parte de la Baja Franconia), cuyos habitantes hablan dialectos hessianos. Al norte se eleva la cresta de Rennsteig del bosque de Turingia, la montaña de Turingia y el bosque de Franconia, la frontera con las tierras de la Alta Sajonia en Turingia. Las tierras de Franconia incluyen los actuales distritos del sur de Turingia de Schmalkalden-Meiningen, Hildburghausen y Sonneberg, el Gau histórico de Grabfeld, en poder de la Casa de Henneberg desde el siglo XI y más tarde parte del ducado Wettin de Sajonia-Meiningen.
En el este, las montañas de Fichtel conducen a Vogtland, la Egerland bohemia (Chebsko) en la República Checa y al Alto Palatinado bávaro. Las colinas del Jura de Franconia en el sur marcan la frontera con la región de la Alta Baviera (Altbayern), la histórica Suabia y la cuenca del Danubio. Las partes del norte del distrito de Eichstätt de la Alta Baviera, territorio del histórico obispado de Eichstätt, también se cuentan como parte de Franconia.
En el oeste, Franconia propiamente dicha comprende la región de Franconia del Tauber a lo largo del río Tauber, que ahora es en gran parte parte del distrito de Meno-Tauber en Baden-Württemberg. La región más grande del estado de Heilbronn-Franken también incluye los distritos adyacentes de Hohenlohe y Schwäbisch Hall. En la ciudad de Heilbronn, más allá de la meseta de Haller Ebene, se hablan dialectos de fráncico meridional. Además, en las partes más orientales del distrito de Neckar-Odenwald, que anteriormente pertenecían al Obispado de Würzburg, los habitantes conservaron su identidad franconia. Las zonas de Franconia en el este de Hesse a lo largo de Spessart y Rhön comprenden Gersfeld y Ehrenberg.
Las dos ciudades más grandes de Franconia son Núremberg y Wurzburgo. Aunque se encuentra en la periferia sureste del área, el área metropolitana de Núremberg a menudo se identifica como el centro económico y cultural de Franconia. Otras ciudades en la Franconia bávara importantes son Fürth, Erlangen, Bayreuth, Bamberg, Aschaffenburg, Schweinfurt, Hof, Coburgo, Ansbach y Schwabach. Las principales ciudades de Franconia en Baden-Württemberg (este) son Schwäbisch Hall en el Kocher —la ciudad imperial libre que se autodeclaró "Swabian" en 1442— y Crailsheimen el río Jagst. Las principales ciudades en Turingia son Suhl y Meiningen.

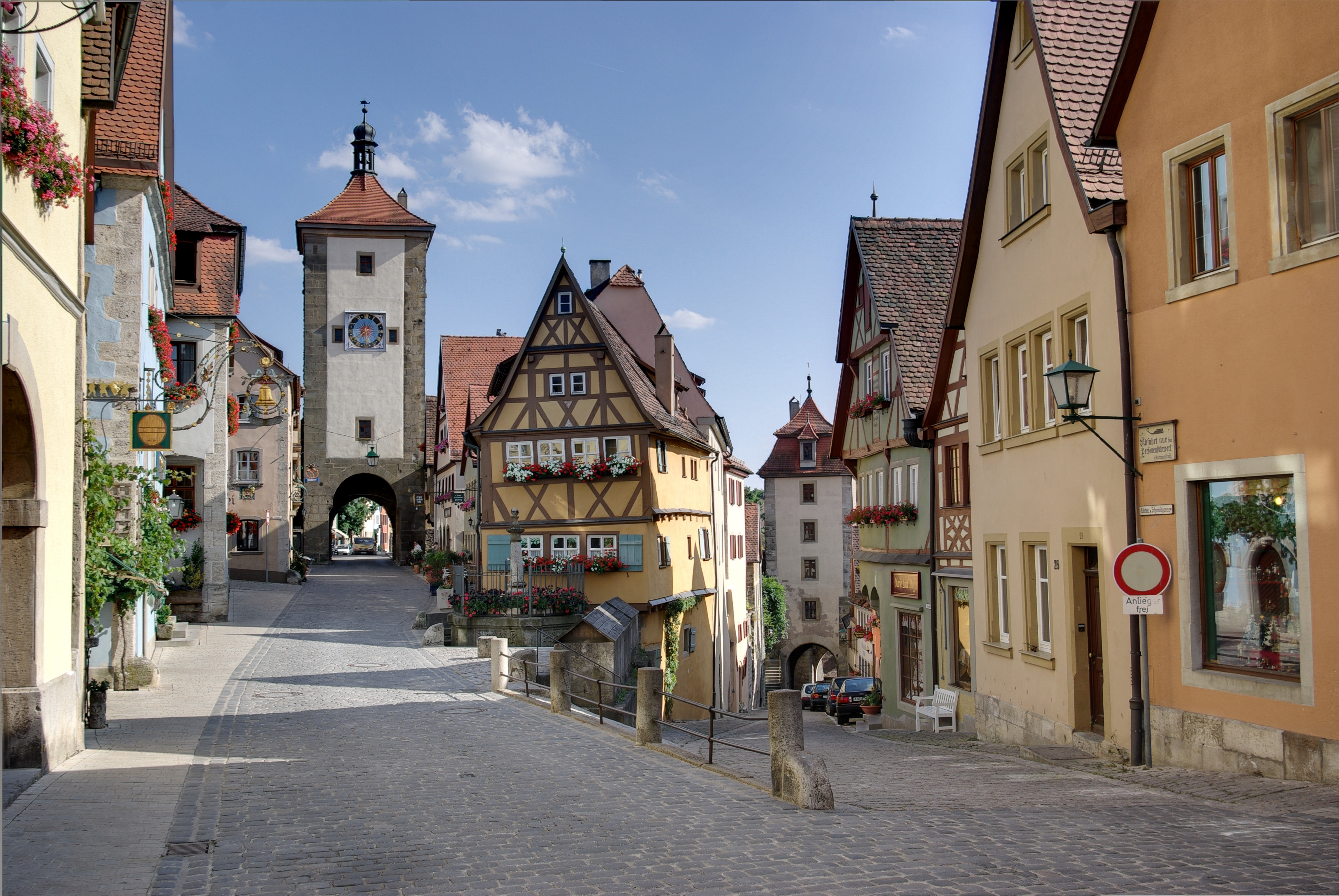
Rothenburg es una de las ciudades más conocidas de Franconia
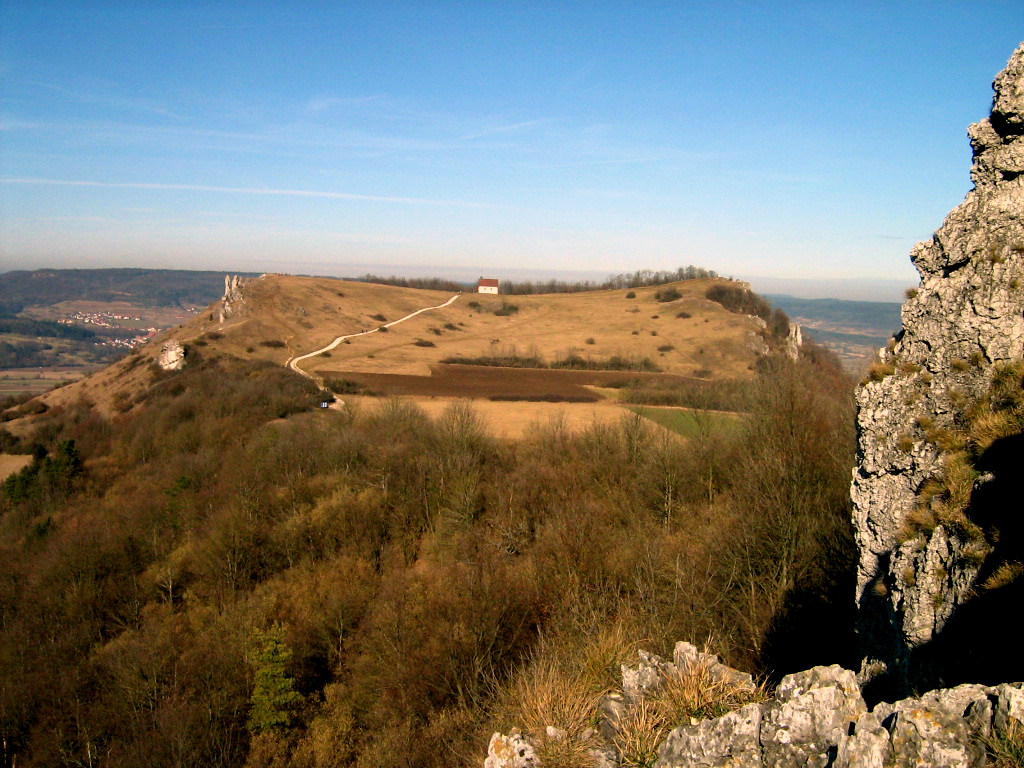
Walberla en Franconia
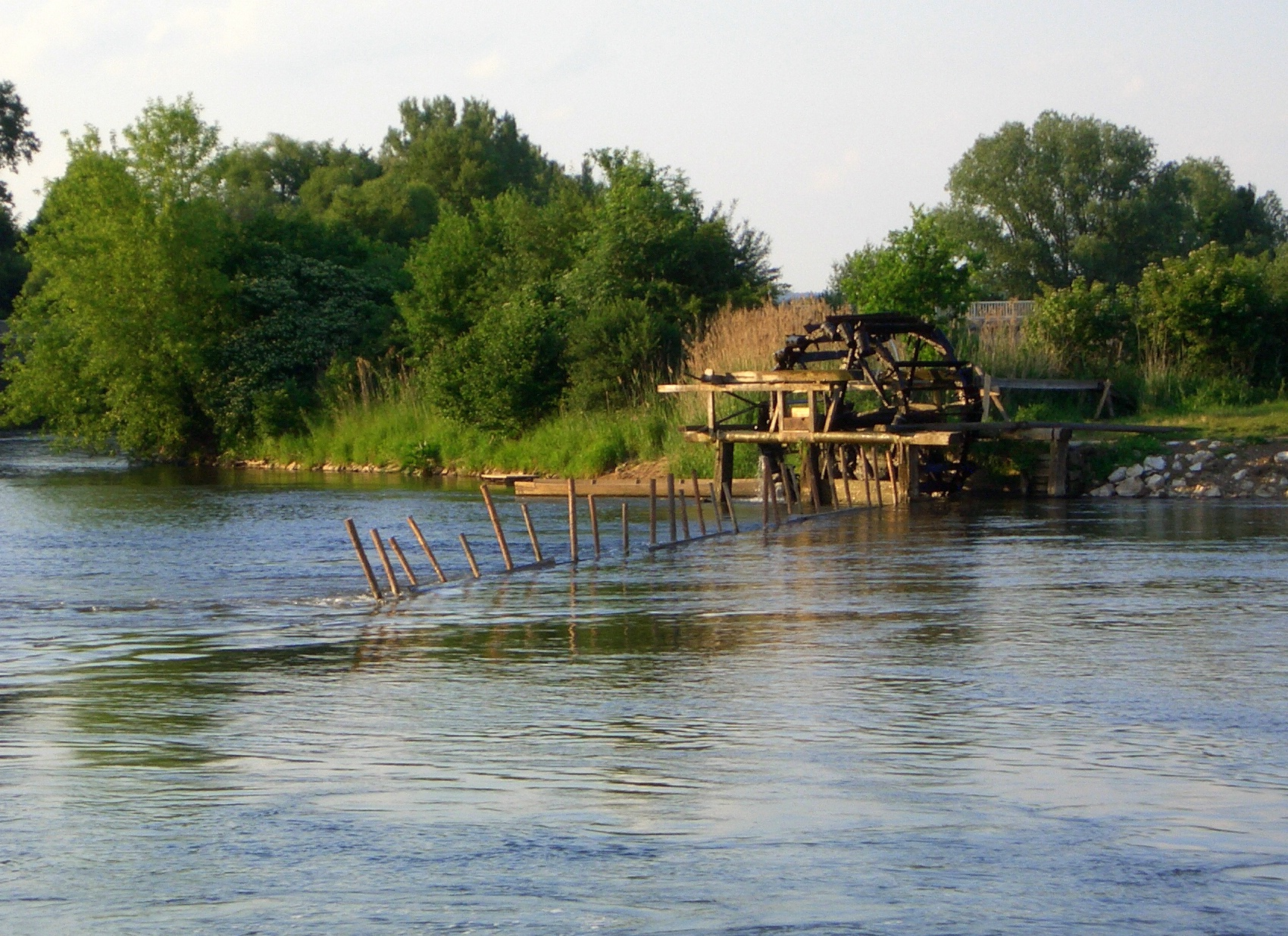
Molino en el Regnitz
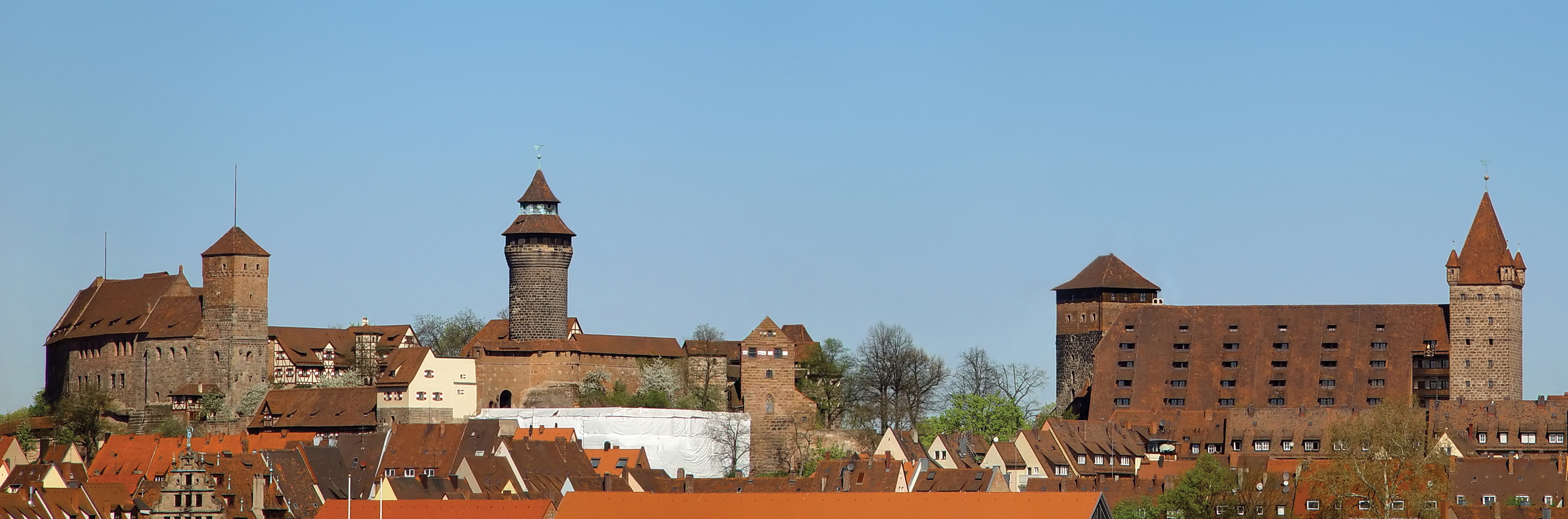
Núremberg es la mayor ciudad de Franconia
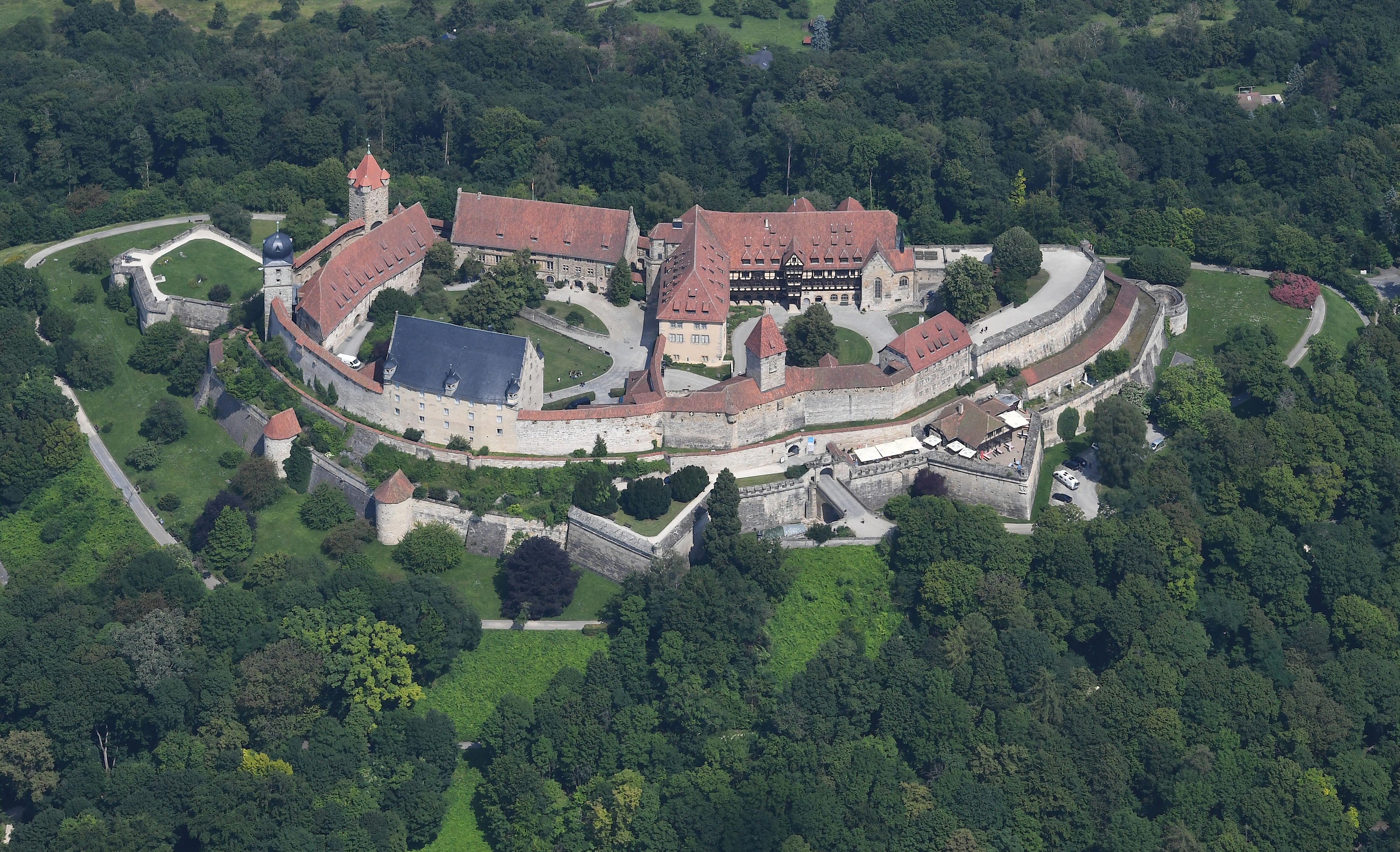
Vista aérea de Veste Coburg

### Extensión

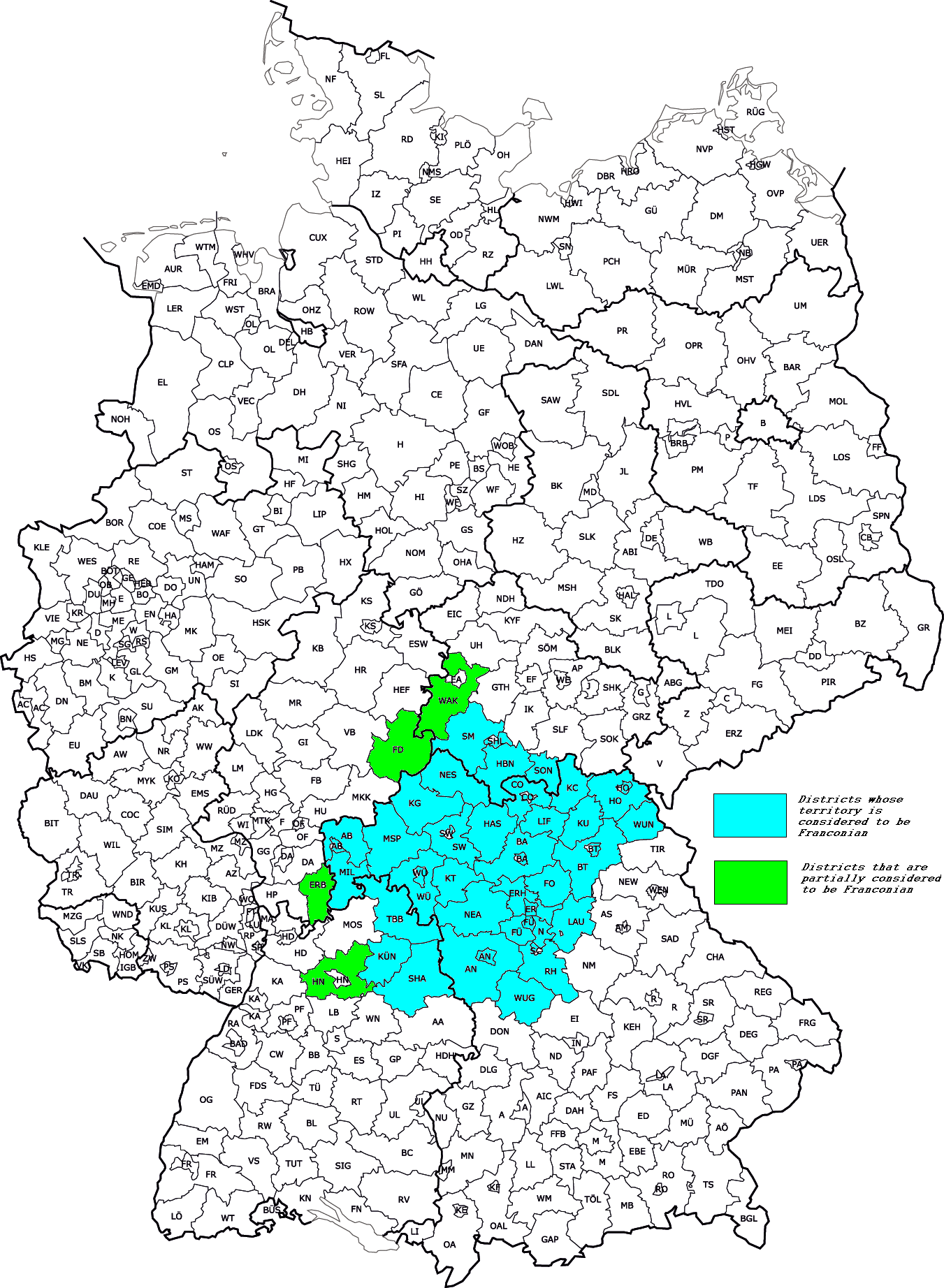
La región de Franconia sobre el mapa distrital de Alemania

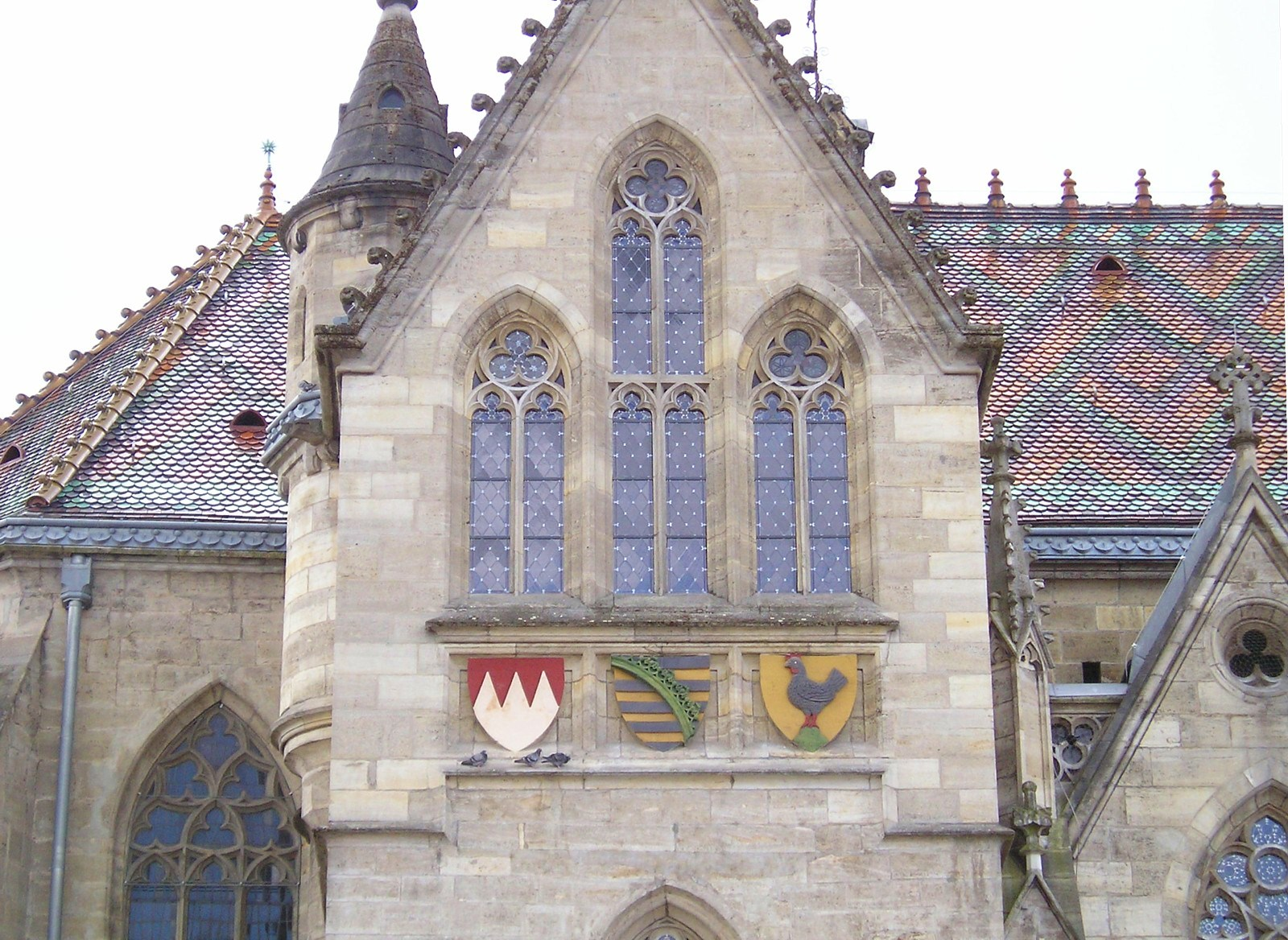
El rastrillo de Franconia se puede utilizar como un indicador de si un lugar es parte de Franconia. Aquí: la sacristía de la iglesia municipal de Meiningen en el sur de Turingia. El rastrillo de Franconia se puede ver a la izquierda.

Franconia puede distinguirse de las regiones que la rodean por sus peculiares factores históricos y sus características culturales y especialmente lingüísticas, pero no es una entidad política con un área fijada o estrechamente definida. Como resultado, se debate si algunas áreas pertenecen a Franconia o no. Los indicadores para una definición más precisa de los límites de Franconia son: los territorios cubiertos por el antiguo ducado de Franconia y del antiguo Círculo de Franconia, el área de hablantes del grupo del dialecto del fráncico oriental, la cultura común y la historia de la región y el uso del rastrillo de Franconia en escudos de armas, banderas y sellos. Sin embargo, solo es detectable un sentido de conciencia popular de ser franconiano desde el siglo XIX en adelante, por lo que las circunstancias del surgimiento de una identidad franconia son disputadas. Franconia tiene muchas peculiaridades culturales que han sido adoptadas de otras regiones y más tarde desarrolladas.
Las siguientes regiones se cuentan hoy como parte de Franconia: las provincias bávaras de la Baja, la Franconia Central y la Alta Franconia, el municipio de Pyrbaum en el condado de Neumarkt in der Oberpfalz, la parte noroeste del condado de Eichstätt, en la Alta Baviera (comprendiendo la misma área del antiguo condado de Alt-Eichstätt), los condados de Franconia oriental de Turingia del Sur, partes de Fulda y Odenwald en Hesse, las regiones de Baden-Wurtemberg de Franconia del Tauber y Hohenlohe, así como la región alrededor de la Buchen badeniana.
En casos individuales, la membresía de algunas áreas se disputa, como: el área de idioma bávaro de Alt-Eichstätt and the Hessian-speaking y la región de habla Hessiana alrededor de Aschaffenburg, que nunca formó parte del Círculo Imperial de Franconia. La afiliación de la ciudad de Heilbronn, cuyos habitantes no se llaman a sí mismos francos, también es controvertida. Además, el sentido de pertenencia a Franconia en las áreas de habla franca del Alto Palatinado, sur de Turingia y Hesse es a veces menos marcada.

## Historia

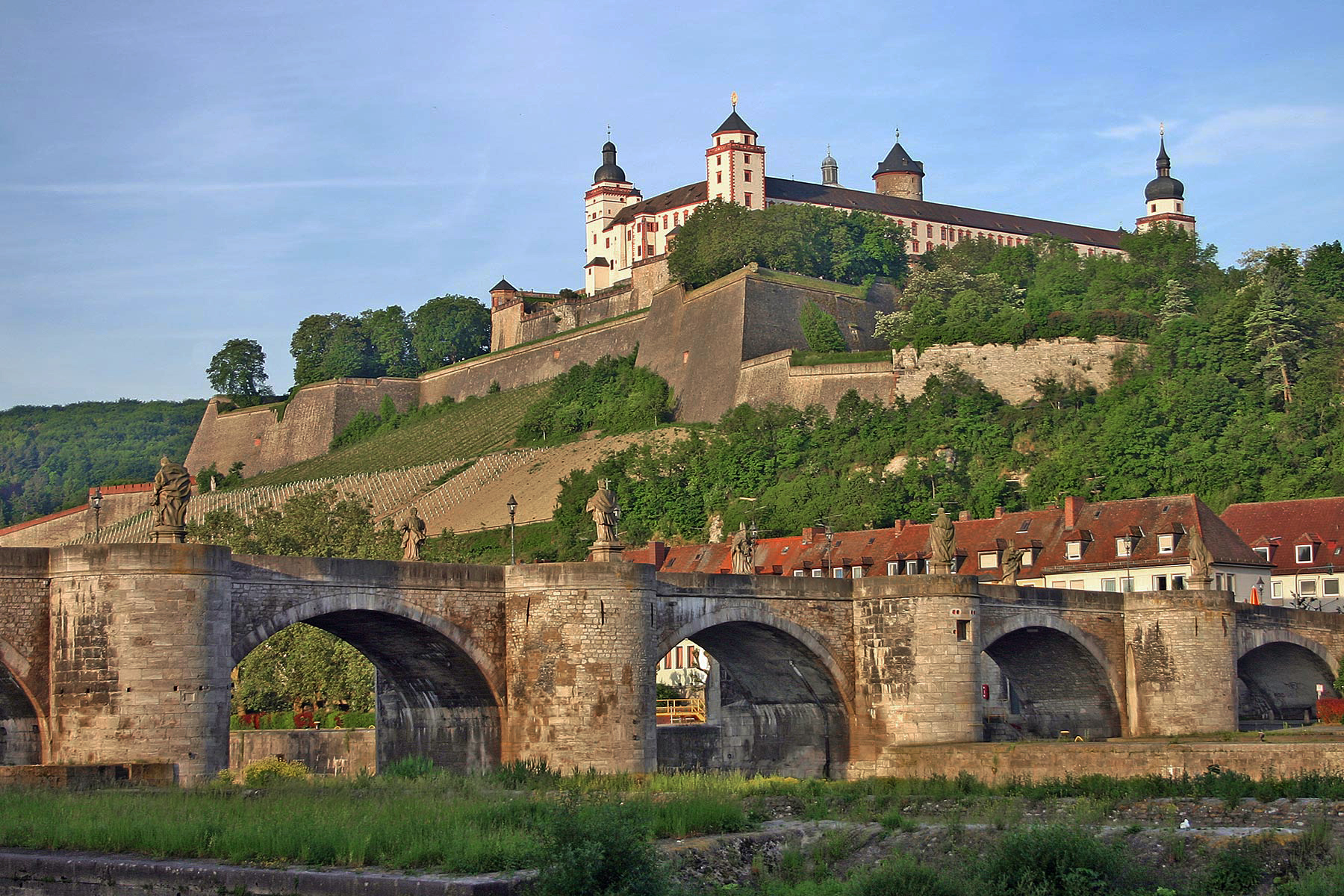
Fortaleza de Marienberg en Wurzburgo.

Franconia era uno de los cinco ducados de la Francia Orientalis. La región actual se corresponde a la parte oriental de este antiguo reino. Hasta el siglo X también eran conocidas como Franconia algunas áreas del Rin: Baden, Palatinado, Renania y el actual Estado federado de Hesse, así como algunas zonas de Turingia.
En la época altomedieval, hasta el siglo VI se desarrolla la Franconia oriental entre la presión de los turingios y de los suabos. En el siglo VII quedará descolgada del resto del reino, formando su territorio como marca fronteriza del este del Reino Franco. A mediados del siglo IX surge el Ducado de Franconia, a partir de la elección del Duque Enrique I de Sajonia como rey del oriente carolingio. Franconia se convertirá en el centro de poder y espina dorsal del reino. En la villa de Forchheim se celebrarán elecciones reales: en el año 900 de Luis IV de Alemania, en 911 de Conrado I de Alemania, en 919 de Enrique I el Pajarero y finalmente en 1077 de Rodolfo de Suabia.

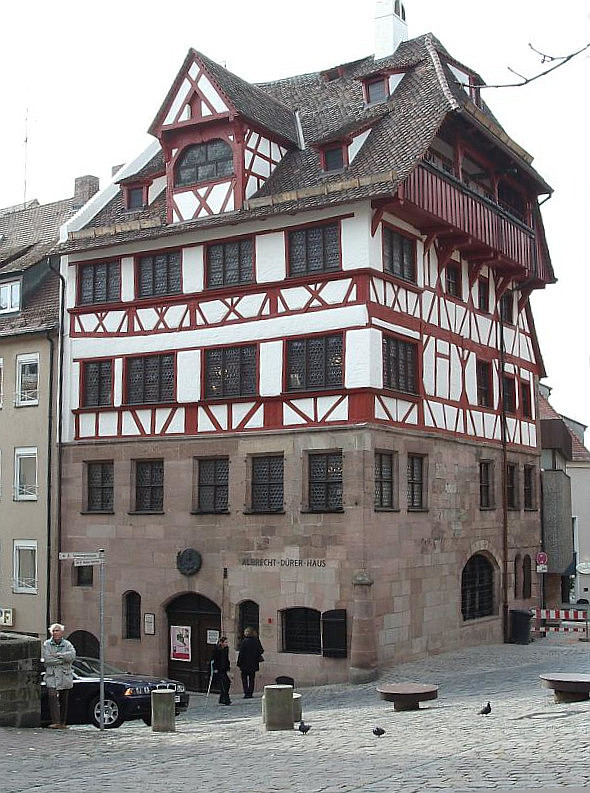
Casa de Alberto Durero en Núremberg.

A partir del siglo XIII, los siguientes estados, entre otros, se formaron en el territorio del antiguo Ducado:
- Obispado de Würzburg
- Abadía de Fulda
- Condado de Abenberg
- Condado de Henneberg
- Condado de Hohenlohe
- Condado de Lauffen
- Condado de Löwenstein
- Condado de Rieneck
- Condado de Truhendingen
- Condado de Vaihingen
- Condado de Wertheim
- Condado de Wildberg

En 1500, bajo el gobierno del emperador Maximiliano I el Imperio fue dividido en varias regiones denominadas Círculos imperiales como consecuencia de una reforma del imperio. En este contexto se crea en 1512 el círculo imperial de Franconia derivado de la unión de diferentes Estados aledaños con el objetivo de defender sus intereses comunes. Este territorio recién unido tuvo la capacidad de movilizar tropas, elegir representante en la Cámara Imperial y emitir moneda en sus cecas hasta los años finales del Sacro Imperio en 1806, lo cual según muchos francones confiere a esta región la autoridad suficiente para conformar un Estado propio (Bundesländer) en la administración alemana.
Una de las particularidades políticas de la región eran los diferentes estatus administrativos que tenían sus ciudades, desde ciudades imperiales libres, como Núremberg y Schweinfurt, a importantes obispados-principados (Bamberg, Wurzburgo) pasando por marquesados, señoríos y pequeños condados dependientes del imperio, lo que ha llevado a denominar a Franconia a lo largo de mucho tiempo como Territorium non clausum. Esto fue así hasta la incorporación a Prusia de los margraviatos de Ansbach y Bayreuth en 1791.
No ha sido en Franconia la administrativa la única particularidad. Bajo el principio cuius regio eius religio (cada región, su religión) el territorio siempre ha estado dividido entre zonas católicas y zonas protestantes. La parte occidental de Franconia es fundamentalmente católica, en parte debido a la gran influencia que ha ejercido el obispado de Bamberg, mientras que la parte oriental, antiguo ducado de Brandeburgo-Bayreuth es evangélica. Hasta la llegada al poder del Partido Nacionalsocialista también hubo gran presencia de judíos en algunas ciudades, sobre todo en Fürth y Erlangen.
En los orígenes del nazismo el Partido recibió un claro apoyo de los territorios francones, principalmente de las zonas de mayoría protestante. En la región de Rotenburgo, el NSDAP consiguió el apoyo del 83% de la población en las elecciones de 1929, en Coburgo también lograron la mayoría absoluta, convirtiéndose poco después su alcalde, Franz Schwede, en gobernador de Pomerania.
Núremberg recibió en 1927 el título de Stadt der Reichsparteitage, ciudad donde celebrar los congresos del Partido, convirtiéndose en una de las ciudades con más valor simbólico y político del régimen nacionalsocialista. Tras la guerra fue en esta ciudad donde se celebraron los Juicios para procesar a gran parte de los líderes del NSDAP.
En los años 80, algunos habitantes de Franconia desarrollaron una plataforma política para intentar conseguir el autogobierno de esta zona frente a Baviera, la Fränkischer Bund e. V. La pretensión de esta organización es conseguir un Bundesland Franken o Estado federado de Franconia, dentro de Alemania.

## Formación
La región de Franconia comprende las provincias bávaras de Alta Franconia, Baja Franconia y Franconia Central. Este territorio conforma prácticamente la mitad norte de la república de Baviera. Además hay otras dos regiones de cultura francona fuera de este Estado: la provincia de Turingia meridional (Südthüringen) y la región de Tauberfranken en Baden-Wurtemberg.
En la época del Sacro Imperio Romano Germánico, particularmente desde el año 1500, estaba formada como uno de los distritos imperiales y gobernada bajo la denominación de Señorío del Reich, pero esto no impedía que cada pequeña región que integraba el señorío tuviera sus intereses personales de tipo territorial o confesional. En el año 1791 Prusia se hizo con los señoríos de Ansbach y Bayreuth, consiguiendo un gran poder y decisiva influencia sobre la zona. De cualquier manera, ambas zonas dejaron de pertenecer formalmente al Reich en 1806.
La evolución administrativa de Alemania relegó a las regiones de esta zona a la categoría de provincias, de forma que nunca han llegado a desarrollarse con el estatus de Estado alemán, lo que ha provocado una cierta controversia política, pues si bien se trata de una área con características culturales bien conformadas, su definición administrativa no está fijada de manera clara.
Los nexos de unión cultural más evidentes entre los francones son:
- Desarrollo cultural e histórico común. Son, por ejemplo, comunes a toda Franconia los tejados puntiagudos de los campanarios, que contrastan con las Zwiebelntürme (torres con cúpula acebollada) del resto de Baviera.
- La autodenominación de los francones como tales.
- El dialecto de la zona, francón, perteneciente a la familia de dialectos germanos.
- El uso común en todas las comunidades franconas de los símbolos francones, entre otros el escudo de rastrillos rojiblancos.

Hasta 1972 amplias zonas de la demarcación de Eichstätt, ya en la provincia de Alta Baviera, fueron incluidas en el área cultural francona.

## Franconia en Baviera

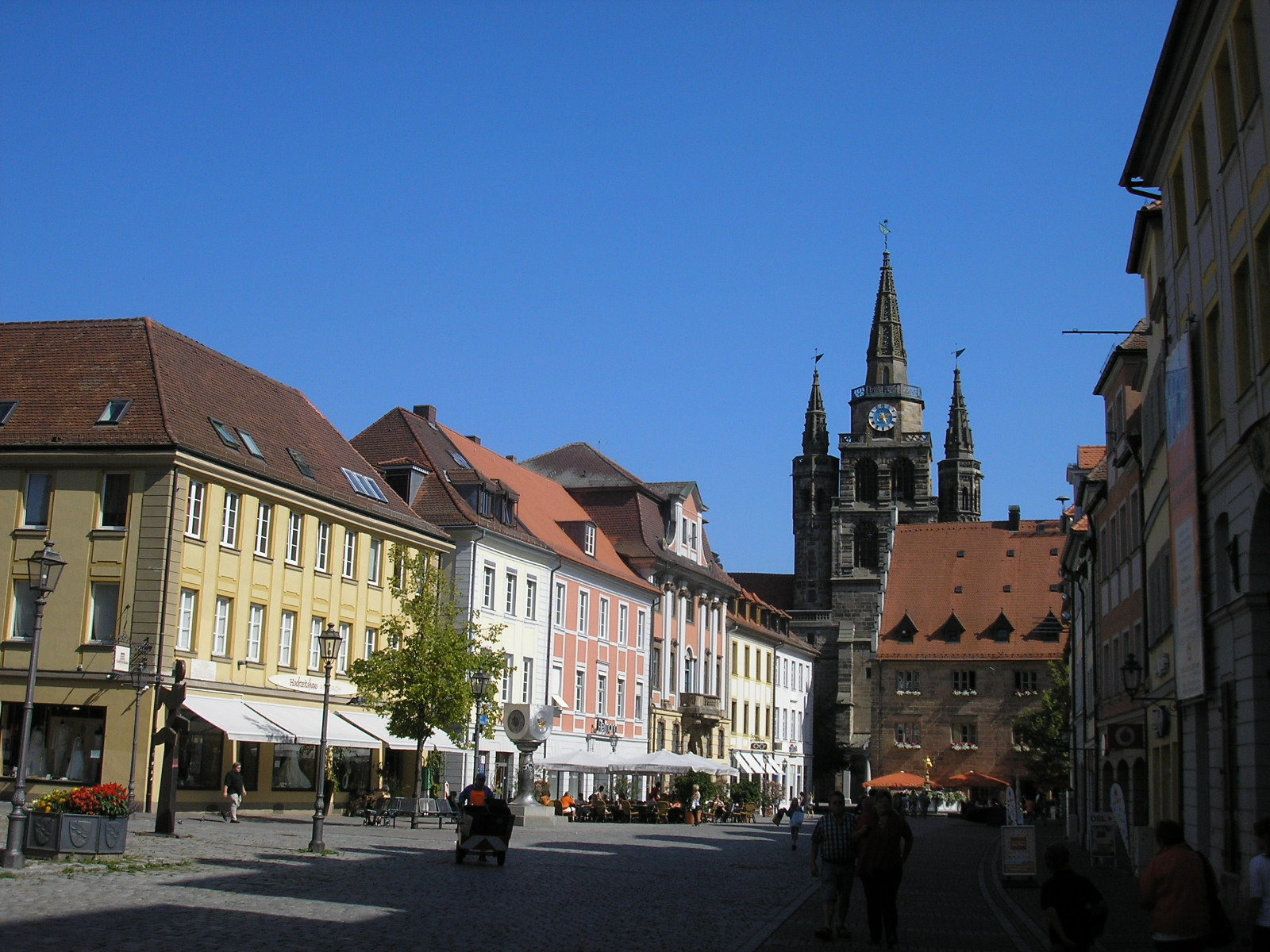
Plaza de Martín Lutero con la plaza de San Gumberthus de fondo, Ansbach.

La mayor parte de Franconia forma parte de Baviera. Tras la incorporación, ésta fue dividida en tres grandes provincias:
| Región               | Capital  | Tamaño        | Habitantes (Sep 2005) | H/km² |
| Alta Franconia       | Bayreuth | 7.231,00 km²  | 1.103.239             | 153   |
| Franconia Central    | Ansbach  | 7.244,85 km²  | 1.708.841             | 236   |
| Baja Franconia       | Würzburg | 8.530,99 km²  | 1.342.308             | 157   |
|                      |          |               |                       |       |
| Franconia en Baviera |          | 23.006,84 km² | 4.154.388             | 181   |

### Población

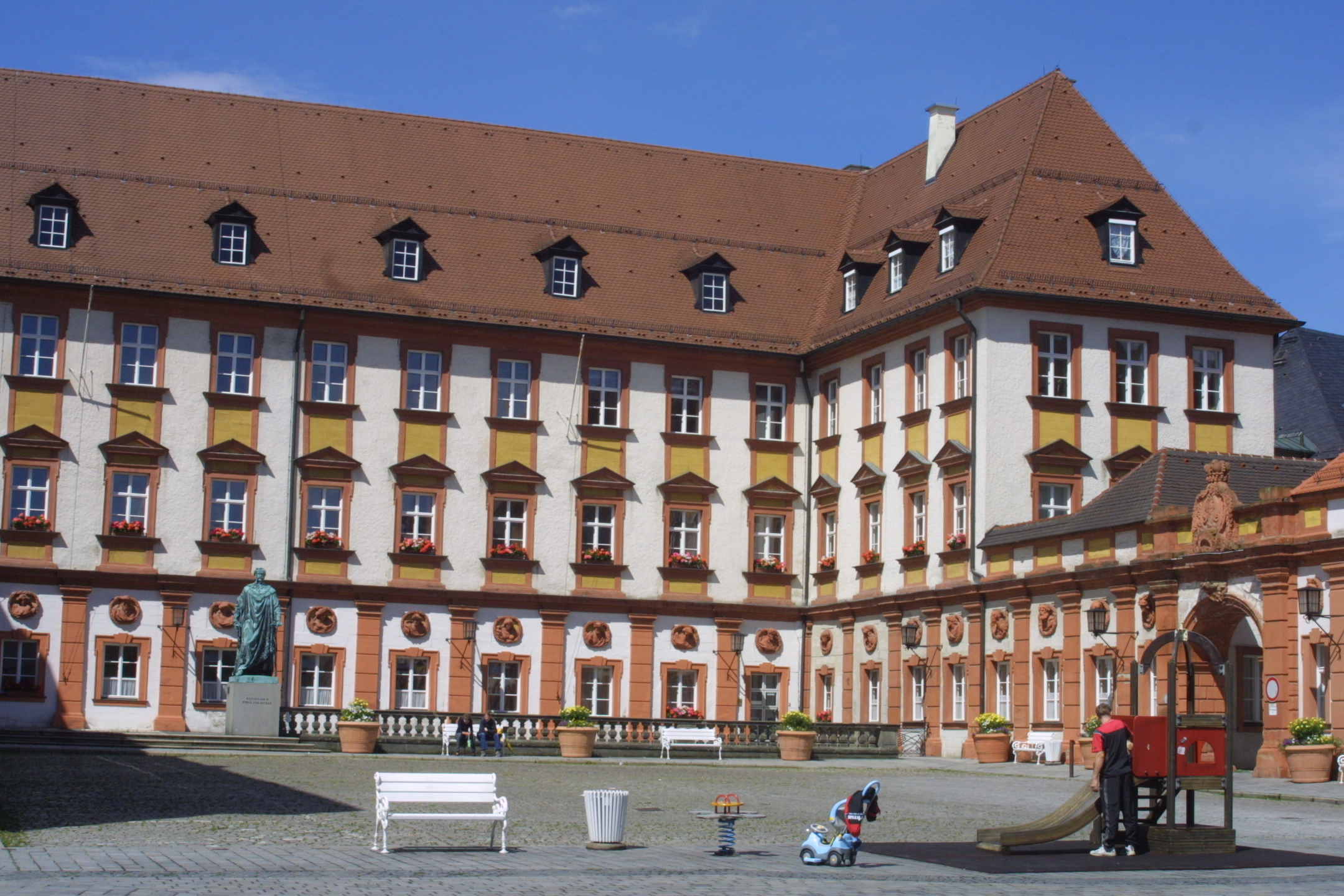
Antiguo Palacio en la Maximilian Straße de la ciudad de Bayreuth.

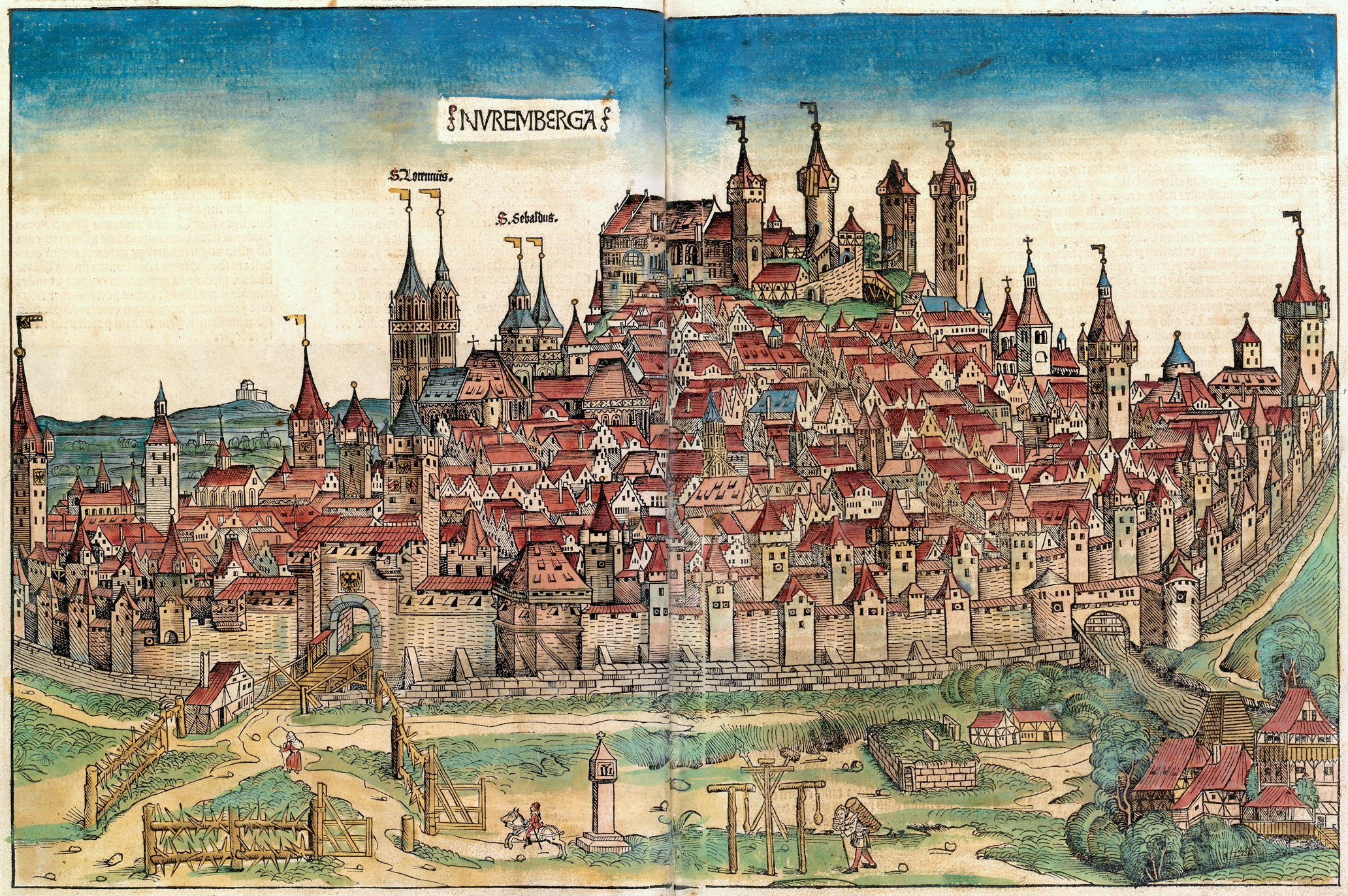
Ciudad de Núremberg en el, del libro Las Crónicas de Núremberg.

| Ciudad              | Habitantes a 31 de diciembre de 2000 | Habitantes a 31 de diciembre de 2020 | Habitantes a 31 de diciembre de 2022 |
| ------------------- | ------------------------------------ | ------------------------------------ | ------------------------------------ |
| 1. Núremberg        | 488.400                              | 515.543                              | 523.026                              |
| 2. Fürth            | 110.477                              | 128.223                              | 131.433                              |
| 3. Wurzburgo        | 127.966                              | 126.954                              | 127.810                              |
| 4. Erlangen         | 100.778                              | 112.385                              | 116.562                              |
| 5. Bamberg          | 69.036                               | 76.674                               | 79.935                               |
| 6. Bayreuth         | 74.153                               | 74.048                               | 74.506                               |
| 7. Aschaffenburg    | 67.592                               | 70.858                               | 72.444                               |
| 8. Schweinfurt      | 54.325                               | 53.319                               | 54.675                               |
| 9. Hof              | 50.741                               | 45.173                               | 46.656                               |
| 10. Ansbach         | 40.450                               | 41.681                               | 42.221                               |
| 11. Schwäbisch Hall | 35.192                               | 40.679                               | 41.898                               |
| 12. Coburg          | 42.427                               | 40.842                               | 41.842                               |
| 13. Schwabach       | 40.125                               | 41.056                               | 41.227                               |

## Franconia en Baden-Württemberg
En Baden-Wurtemberg existe desde 2003 una Región Francona (Region Franken). Tras la renovación de las leyes territoriales del 20 de mayo de 2003, esta región fue bautizada con el nombre de Region Heilbronn-Franken.

## Ciudades importantes
- Parte bávara: Ansbach, el área que comprende Núremberg, Fürth y Erlangen con Schwabach, Wurzburgo, Schweinfurt, Bamberg, Coburgo, Aschaffenburg, Bayreuth, Hof, Kulmbach, Kronach, Lichtenfels, Rothenburg ob der Tauber, Altdorf bei Nürnberg, Bad Kissingen, Hammelburg, Lohr am Main, Miltenberg am Main, Lauf an der Pegnitz, Hersbruck y Forchheim.
- Parte de Baden-Wurtemberg: Tauberbischofsheim, Bad Mergentheim, Weikersheim y Wertheim.
- En la región de Turingia meridional: Hildburghausen, Meiningen, Esmalcalda, Suhl, Schleusingen, Sonneberg y Zella-Mehlis.

### Símbolos

Bandera de Franconia.

Bandera de Franconia con escudo.

Desde el 2 de julio de 2005 se celebra el día de lo francón, Tag der Franken, conmemorando la formación de este territorio en el año 1500. Esta fiesta debe ser celebrada cada año en una localidad diferente.
Existe también un himno de Franconia (Das Frankenlied) compuesto por Viktor von Scheffel en 1859.

## Francones ilustres

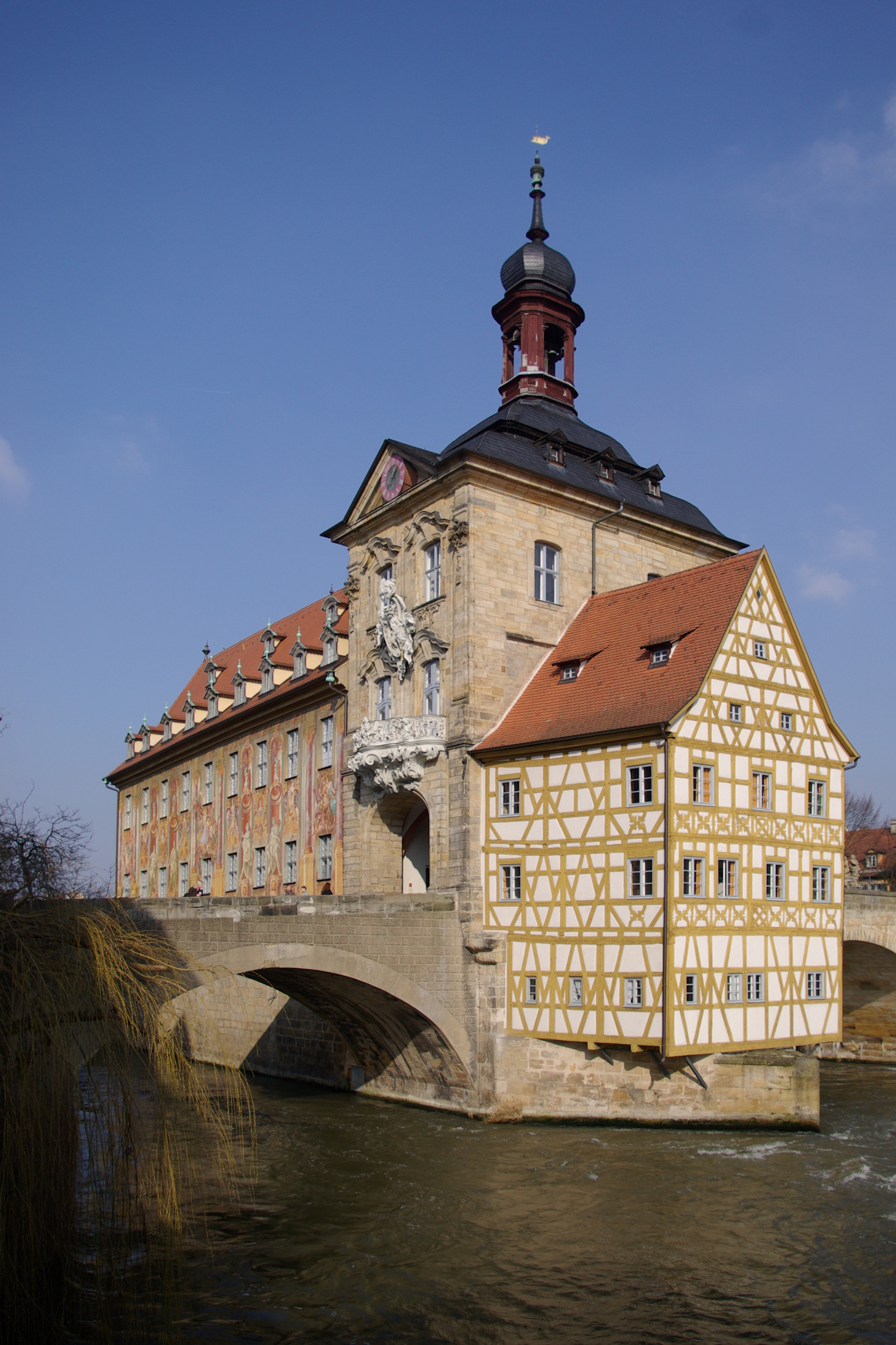
Ayuntamiento de Bamberg.

- Wolfram von Eschenbach (fechas especulativas: * de 1160/80; † a 1220), poeta
- Alberto Durero (1471-1528), pintor
- Lucas Cranach (1472-1553), pintor
- Hans Sachs (1494-1576), maestro cantor
- Johann Wolfgang Döbereiner (1780-1849), químico
- Georg Simon Ohm (1789-1854), físico
- Lothar von Faber (1817-1896), industrial
- Levi Strauss (1829-1902), inventor de los Jeans, industrial
- Carl von Linde (1842-1934), ingeniero
- Ernst Sachs (1867-1932), inventor
- Emmy Noether (1882-1935), matemática
- Gustav Schickedanz (1895-1977), empresario
- Ludwig Erhard (1897-1977), excanciller y exministro
- Thomas Dehler (1897-1967), exministro de Justicia
- Werner Heisenberg (1901-1976), físico, Premio Nobel
- Max Grundig (1908-1989), empresario
- Henry Kissinger (*1923), político (EE. UU.), Premio Nobel

## Turismo

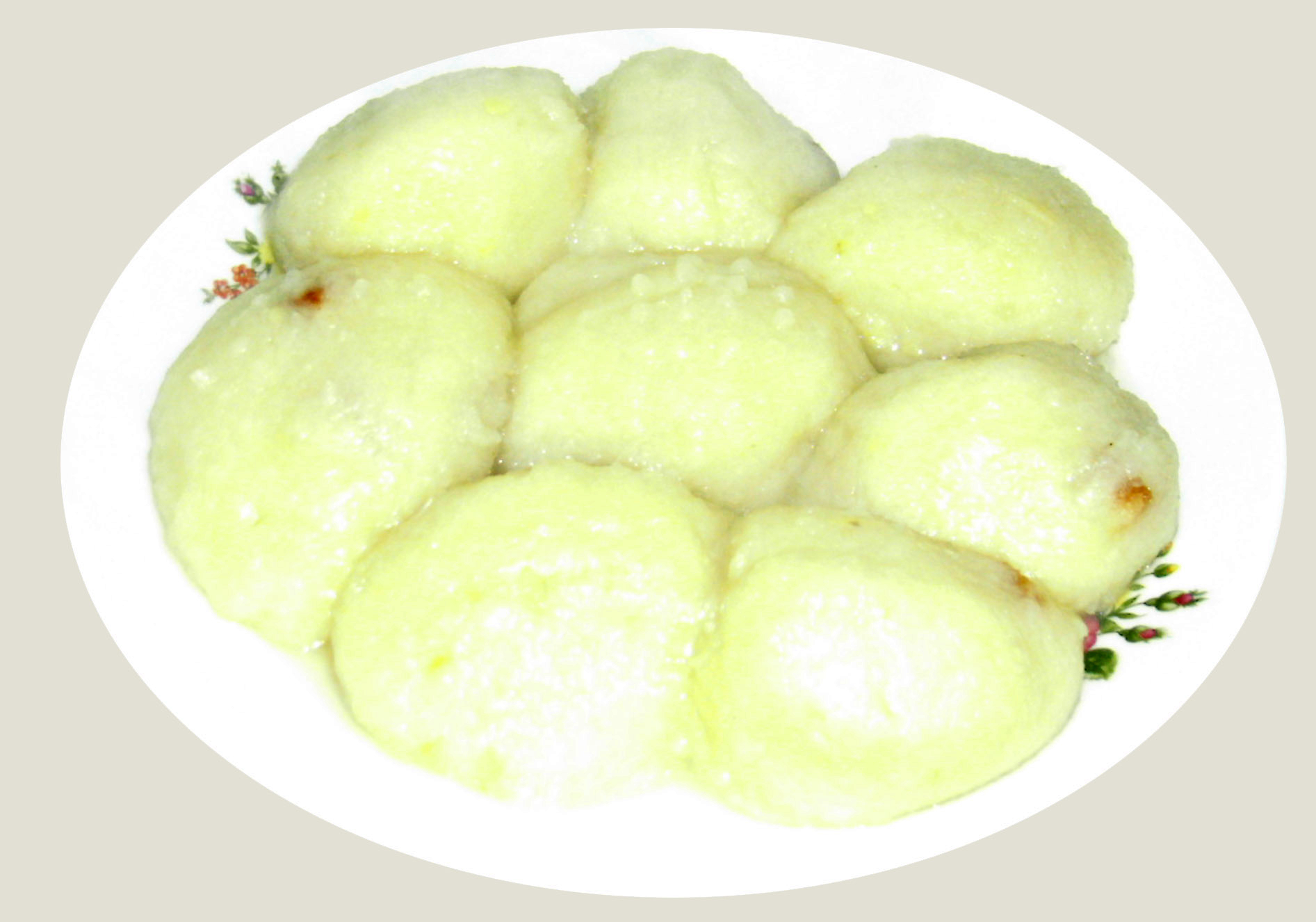
Klöße.

Del turismo destaca el carácter romántico de la región. Hay multitud de monumentos bien conservados, desde castillos e iglesias a casas sencillas del siglo XIV al XIX. Hay ciudades turísticas, como Núremberg que acoge turistas todo el año por motivos que van desde el famoso mercado de navidades (el más grande del mundo) al entramado medieval de sus calles pasando por el fútbol; la Suiza Francona (Fränkische Schweiz) también es un centro turístico de importancia en Alemania, debido a la impresionante conservación del medio natural y al Biertourismus o turismo cervecero, ya que esta zona posee el mayor número de cervecerías de todo el país.
Incluso hay marcas de cerveza que se exportan a varios países como St. Erhard que se exporta en su mayoría a Asia.
También es un incentivo la gastronomía de la zona, siendo típicas las carnes asadas, los Klöße (bolas de pan y patata) y pescados de río.